# معركة رغدان
معركة رغدان هي معركة تاريخيّة وقعت في منطقة الباحة في المملكة العربية السعودية.
الأطراف: كانت المعركة بين قبيلتي غامد وزهران من جهة، والقوات العثمانية من جهة أخرى.
التاريخ: يذُكر أن معركة وقعت في عام 1321هـ.
النتائج: أسفرت المعركة عن هزيمة القوات العثمانية وقتل قاهدهم أحمد باشا، مما أدى إلى خروج القوات التركية من بلاد غامد وزهران.
تُعتبر هذه المعركة جزءَّا من ثورة غامد وزهران ضد الوجود العثماني في المنطقة.